# Den vita pesten
Den vita pesten (tjeckiska: Bílá nemoc) är en tjeckisk science fiction-film från 1937 regisserad av Hugo Haas. Filmen är baserad på pjäsen Lavinen av Karel Čapek. Det var den sista tjeckiska filmen som gjordes innan nazisternas ockupation av Tjeckoslovakien.
Filmen handlar om en epidemi som påminner om spetälska som hotar att utplåna hela Europas befolkning.